# Les Crozets
Les Crozets ist eine Gemeinde im französischen Département Jura in der Region Bourgogne-Franche-Comté.

## Geographie
Les Crozets liegt auf 830 m, etwa zehn Kilometer nordnordwestlich der Stadt Saint-Claude (Luftlinie). Das Bauerndorf erstreckt sich im Jura, in einer Mulde im Quellgebiet des Lison (Zufluss der Bienne), in einer waldreichen Umgebung im westlichen Hochjura.
Die Fläche des 7,59 km² großen Gemeindegebiets umfasst einen Abschnitt des französischen Juras. Die Landschaft ist geprägt durch Geländestrukturen wie Höhenrücken und Mulden, die in Nord-Süd-Richtung orientiert sind. Entwässert wird das Gebiet durch drei Quellbäche des Lison, die durch Längsmulden fließen und sich in einem Erosionstal am Südrand des Gemeindebodens vereinigen. Die Mulde von Les Crozets wird im Westen vom Höhenrücken der Forêt de Moirans (931 m), im Osten und Nordosten von den Höhen der Forêt des Piards (1005 m) flankiert. Die östliche Grenze verläuft auf der Krete des Bois de la Sourde, auf der mit 1064 m die höchste Erhebung von Les Crozets erreicht wird. An verschiedenen Orten gibt es typische Karsterscheinungen wie beispielsweise Dolinen, Karrenfelder und Höhlen. Das Gemeindegebiet ist Teil des Regionalen Naturparks Haut-Jura (frz.: Parc naturel régional du Haut-Jura).
Zu Les Crozets gehören der Weiler Les Crozets-du-Haut (840 m) in einer Mulde am Südrand der Forêt des Piards sowie einige Einzelhöfe. Nachbargemeinden von Les Crozets sind Étival und Les Piards im Norden, Leschères im Osten, Ravilloles im Süden sowie Moirans-en-Montagne im Westen.

## Geschichte
Das Gemeindegebiet von Les Crozets war bereits in gallorömischer Zeit besiedelt. Erstmals urkundlich erwähnt wird der Ort jedoch erst im 14. Jahrhundert. Der Ortsname ist vom altfranzösischen Wort creuset (kleiner Graben) abgeleitet. Seit dem Mittelalter gehörte Les Crozets zum Herrschaftsgebiet der Abtei Saint-Claude. Zusammen mit der Franche-Comté gelangte das Dorf mit dem Frieden von Nimwegen 1678 an Frankreich.

## Sehenswürdigkeiten
Die heutige Dorfkirche von Les Crozets wurde im 19. Jahrhundert errichtet.

## Bevölkerung
| Jahr                       | 1962 | 1968 | 1975 | 1982 | 1990 | 1999 | 2005 | 2017 |
| Einwohner                  | 215  | 205  | 210  | 193  | 188  | 202  | 209  | 199  |
| Quellen: Cassini und INSEE |      |      |      |      |      |      |      |      |

Mit 193 Einwohnern (Stand 1. Januar 2022) gehört Les Crozets zu den kleinen Gemeinden des Départements Jura. Nachdem die Einwohnerzahl in der ersten Hälfte des 20. Jahrhunderts stets im Bereich von ungefähr 220 Personen gelegen hatte, wurde seit den 1960er Jahren eine leichte Bevölkerungsabnahme verzeichnet.

## Wirtschaft und Infrastruktur
Les Crozets war bis weit ins 20. Jahrhundert hinein ein vorwiegend durch die Landwirtschaft, insbesondere Viehzucht und Milchwirtschaft, sowie durch die Forstwirtschaft geprägtes Dorf. Daneben gibt es heute einige Betriebe des lokalen Kleingewerbes. Mittlerweile hat sich das Dorf auch zu einer Wohngemeinde gewandelt. Viele Erwerbstätige sind Wegpendler, die in den größeren Ortschaften der Umgebung ihrer Arbeit nachgehen.
Die Ortschaft liegt abseits der größeren Durchgangsstraßen an einer Departementsstraße, die von Clairvaux-les-Lacs nach Saint-Lupicin führt. Weitere Straßenverbindungen bestehen mit Moirans-en-Montagne und Les Piards.